# John Haglelgam
John Richard Haglelgam, né le 10 août 1949 à Yap et mort le 12 septembre 2024 à Honolulu, est un homme d'État micronésien. Il est le 2e président des États fédérés de Micronésie, du 11 mai 1987 au 11 mai 1991.

## Situation personnelle et formation
John Richard Haglelgam naît le 10 août 1949 sur l'île d'Eauripik dans l'État de Yap. Avec son épouse Paula Ori, de l'île d'Uman dans les îles Truk, ils ont deux fils et une fille.
Il fréquente l'école élémentaire d'Eauripik et l'école secondaire des îles extérieures à Ulithi de 1964 à 1968. En 1968, il reçoit une bourse pour passer sa dernière année à la Beaverton High School à Beaverton dans l'Oregon. Après avoir obtenu son diplôme en 1969, il s'inscrit à l'Université d'Hawaï où il obtient un baccalauréat ès arts en sciences politiques en 1973. Il fréquente ensuite la Willamette University School of Law à Salem dans l'Oregon pendant un an. Il retourne quelque temps plus tard à l'Université d'Hawaï à Manoa en tant qu'étudiant diplômé parrainé par l'East West Center. Il obtient une maîtrise ès arts en sciences politiques au printemps 1977.
John Haglelgam est un membre actif de la Harvard Alumni Association (HAA) et de l'East-West Center Association.

## Carrière politique

### Territoire sous tutelle des îles du Pacifique
En 1974, John Haglelgam brigue un siège à la Chambre des représentants du Congrès de Micronésie pour représenter les îles extérieures de Yap et, réélu, en reste membre jusqu'en 1978, date de la ratification de la Constitution des États fédérés de Micronésie.
Il est membre du personnel de la Convention constitutionnelle micronésienne en 1975.

### États fédérés de Micronésie
Il est membre du Congrès intérimaire jusqu'à l'élection des membres du premier Congrès des États fédérés de Micronésie en 1979. Il y est élu comme sénateur de l'État de Yap, à la suite de la vacance du siège consécutive à l'élection de Petrus Tun en tant que vice-président des États fédérés de Micronésie. Réélu en 1983, il devient floor leader du Congrès.
En 1981, il est vice-président de la Convention constitutionnelle de l'État de Yap. Au début des années 1980, il est président de la délégation micronésienne à la Convention des Nations unies sur le droit de la mer.
Après avoir gagné le scrutin au poste de sénateur de l’État de Yap, il est le 11 mai 1987, choisit par ses pairs pour devenir le deuxième président des États fédérés de Micronésie,. Hiroshi Ismael, de l’État de Kosrae, est choisi comme vice-président. L'élection de John Haglelgam doit beaucoup à la défaite de Bailey Olter à l'élection au poste de sénateur de l’État de Pohnpei et qui était jugé favori pour la présidence. Il est également soutenu par les sénateurs de l’État de Chuuk en raison de son mariage avec une chuukoise, de sa critique de l'administration de Tosiwo Nakayama, de sa sympathie et de son support pour les intérêts législatifs chuukois. La personnalité de son adversaire, le sénateur Leo Falcam, est en outre peu appréciée par beaucoup de sénateurs. Leo Falcam prédit quelque temps plus tard que les Pohnpeiens marcheront dans le sang si le prochain président n'est pas de Pohnpei.
À la suite de son prédécesseur, John Haglelgam tente également sans succès, au début de son mandat, de diminuer les dépenses du gouvernement. Sous son mandat, en 1990, l'Australie, Taïwan et les Philippines établissent une ambassade à Pohnpei et l'Australie donne au gouvernement fédéral ses premiers bateaux dédiés à la patrouille contre la pêche illégale. Sa principale réussite est d'être parvenu à faire adhérer son pays aux Nations-Unies.
Avant les élections de 1991, Haglelgam, en visite dans l’État de Yap, ordonne l'appareillage du navire gouvernemental alors sis aux îles Yap pour les îles extérieures avant que l'un des navires transportant les anciens qui devaient faire le voyage n'atteigne le quai. Cet empressement, perçu comme un signe d'irrespect, provoque la colère des chefs traditionnels des îles extérieures qui décident de ne pas le soutenir, ce qui lui coûte son élection au poste de sénateur de l’État de Yap. Il ne peut donc pas briguer un second mandat présidentiel.
Il est président de la troisième Convention constitutionnelle des États fédérés de Micronésie en 2001.

## Carrière dans l'enseignement
Après sa candidature infructueuse, John Haglelgam devient enseignant à la Division des sciences sociales du campus national du College of Micronesia-FSM. En février 1992, le conseil d'administration du Collège le nomme professeur régent. À l'été 1992, Haglelgam prend un congé d'études pour fréquenter la John Fitzgerald Kennedy School of Government de l'Université de Harvard en tant que Mason Fellow. Il obtient l'année suivante une maîtrise en administration publique.
Au College of Micronesia-FSM, John Haglelgam enseigne le gouvernement et la politique, l'histoire micronésienne, l'histoire mondiale et l'histoire de l'Asie de l'Est. Au cours du semestre d'automne 1995, il enseigne à l'Université de Guam en tant que professeur invité. En 1997, il passe trois mois à l'Université nationale australienne en tant que Distinguish Senior Pacific Scholar.
John Haglelgam meurt le 12 septembre 2024 à Honolulu.